# Eleição presidencial da Costa do Marfim em 1995
A eleição presidencial marfinense de 1995 ocorreu em 22 de outubro. Henri Konan Bédié, que originalmente era o presidente da Assembleia Nacional durante o último mandato presidencial de Félix Houphouët-Boigny e que assumiu a presidência da Costa do Marfim após a morte do titular em 7 de dezembro de 1993, candidatou-se ao cargo filiado ao Partido Democrata da Costa do Marfim (PDCI) e elegeu-se com facilidade ao obter a esmagadora maioria de 96.04% dos votos válidos. Seu único adversário na disputa, Francis Wodié, candidato pelo Partido Marfinense dos Trabalhadores (PIT), obteve somente 3.96% dos votos válidos.

## Antecedentes
A Frente Popular Marfinense (FPI) e o Reagrupamento dos Republicanos (RDR), principais partidos de oposição ao então hegemônico PDCI, boicotaram o pleito após discordarem prontamente de alguns tópicos do novo código eleitoral aprovado no país em 1990, que instituiu o sistema eleitoral pluripartidário. Tais tópicos consistiam na exigência de que todos os candidatos que disputassem a presidência da Costa do Marfim deveriam obrigatoriamente ser nascidos de pais marfinenses e estar residindo no país há 5 anos, no mínimo.
Na visão do RDR, tais exigências foram adotadas como forma de inviabilizar a candidatura de seu líder, o então primeiro-ministro Alassane Ouattara, pois este havia morado nos Estados Unidos no início da década de 1990 para trabalhar no Fundo Monetário Internacional. Além disso, suspeitava-se que o pai de Ouattara havia nascido, na verdade, em Burquina Fasso.

## Resultados eleitorais
| Candidato                  | Partido                              | Votos válidos | %     |
| -------------------------- | ------------------------------------ | ------------- | ----- |
| Henri Konan Bédié          | Partido Democrata da Costa do Marfim | 1 837 154     | 96.04 |
| Francis Wodié              | Partido Marfinense dos Trabalhadores | 75 669        | 3.96  |
| Total de votos válidos     | Total de votos válidos               | 1 912 823     | 97.31 |
| Votos em branco/nulos      | Votos em branco/nulos                | 52 822        | 2.69  |
| Total de votos registrados | Total de votos registrados           | 1 965 645     | 100   |
| Eleitorado apto a votar    | Eleitorado apto a votar              | 3 756 926     | 52.32 |